# Маотай
Маотай (на китайски: 茅台酒; на пинин: Máotáijiǔ) е китайска силна алкохолна напитка, наречена на името на град Маотай (茅台镇) в провинция Гуейджоу. Прави се от ферментирало сорго. Алкохолното съдържание варира от 35% до 53%. Напитката се произвежда от компанията за напитки „Гуейджоу Маотай Къмпани“ (Kweichow Moutai Company) и има няколко различни варианта.

## История
Маотай е напитка, позната още от империята Цин. Името „Маотай“ се появява в северната част на Китай през 1704 г. Маотай е първият китайски твърд алкохол, достигнал едромащабно производство със 170 тона годишно. През 2007 г. са продадени над 6800 тона от напитката.
През 1915 г. трите най-големи производители на Маотай съвместно представят своите продукти на Международното тихоокеанско изложение, където напитката е удостоена със златен медал. През 1951 г. трите най-големи фабрики са обединени в единна държавна спиртна фабрика „Maotai“. Оттогава започва съвременната история на производството на прочутата напитка. Става особено известна по света, когато Чжоу Енлай използва Маотай, за да забавлява Ричард Никсън по време на държавния банкет в хода на визитата му на Китай през 1972 г. Когато Дън Сяопин посещава САЩ през 1979 г., Хенри Кисинджър заявява, че „ако изпият достатъчно Маотай, ще могат да разрешат всичко“.
Маотай е станала почти задължителна на официалните държавни банкети в Пекин и презентации в чужбина. Тя е призната през 1951 г. за „национална напитка“ и „дипломатическата напитка“ на Китай. Сега в Китай тя се продава на свободния пазар и обикновено се използва при специални поводи, но и в ежедневието. Поради факта, че търсенето значително надхвърля предлагането, цената на Маотай остава постоянно висока.